# Златковић
Златковић је презиме које се налази у Србији и Хрватској, настало од мушког имена Златко. Значајни људи са презименом су:
- Немања Златковић (рођен 1988), српски фудбалер
- Синиша Златковић, југословенски фудбалер